# Guitare fingerstyle
 (décembre 2013).
Si vous disposez d'ouvrages ou d'articles de référence ou si vous connaissez des sites web de qualité traitant du thème abordé ici, merci de compléter l'article en donnant les références utiles à sa vérifiabilité et en les liant à la section « Notes et références ».

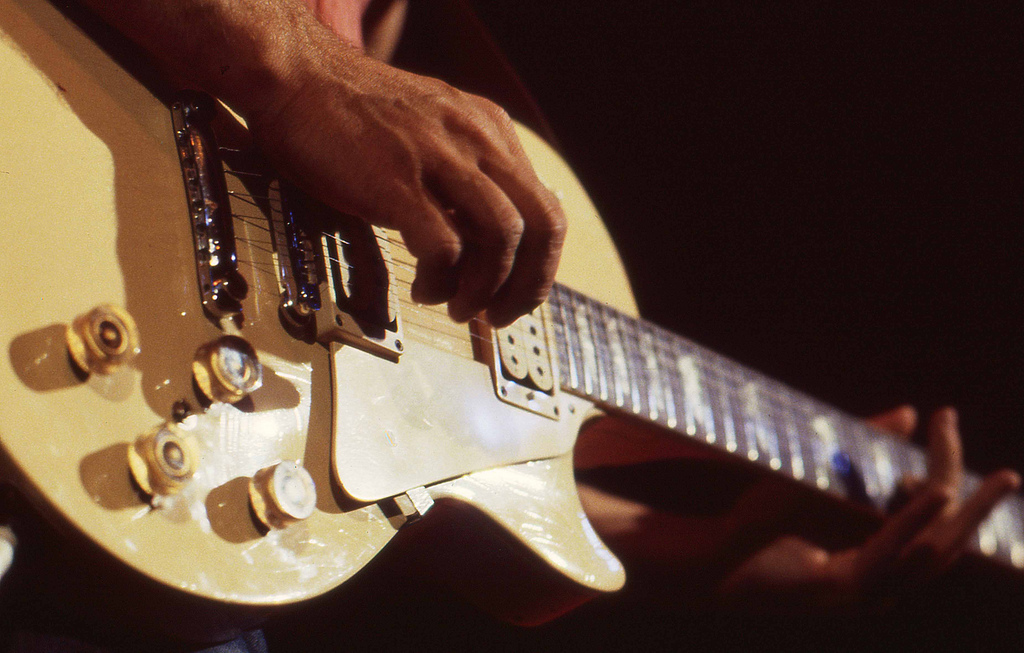

L'expression guitare fingerstyle désigne le fait de jouer des notes généralement à la suite, avec parfois des intervalles musicaux (3 notes maximum sonnant en même temps) par opposition au fait de jouer des accords. 

## Description
Ces techniques ne sont absolument pas naturelles et nécessitent un entraînement quotidien. Elles consistent à faire vibrer les cordes avec le pouce et les autres doigts pour collecter des notes. On essaie, avec le pouce de la main droite de faire une basse, avec les autres doigts de jouer l'accompagnement, et avec d'autres encore, la mélodie, voire encore de passer avec les mêmes doigts de l'accompagnement à la mélodie, ou à la basse selon les moments ou la nécessité. C'est un jeu très intriqué qui obéit finalement à certaines règles qui peuvent être très bien expliquées, et surtout comprises très facilement par opposition aux deux techniques qui sont :
- flatpicking (cueillette des notes individuellement avec un médiator appelée « flatpick ») ou,
- Le grattage de toutes les cordes des accords (guitare d'accompagnement).

Le terme est souvent utilisé comme synonyme de fingerpicking (bien que le fingerpicking puisse également se référer à un sous-ensemble spécifique de style, voir ci-dessous). Les morceaux arrangés pour être joués en fingerstyle peuvent inclure des accords, des arpèges et d'autres éléments tels que :
- Les harmoniques naturelles et artificielles,
- L’hammering on (en français : effet marteau), qui consiste à faire un effet de marteau avec un ou plusieurs doigt sur une ou plusieurs cordes déjà en train de vibrer,
- Le « pull off » (en français : retirer) est le contraire d'un « hammering on », il consiste à ôter un ou plusieurs doigts d’une position sur une ou plusieurs cordes déjà en vibration,
- L’utilisation du corps de la guitare comme caisse de percussion.

Bien d'autres techniques sont utilisées et sont en perpétuelle évolution.
Le fingerpicking est une technique standard de jeu où les basses sont jouées en alternance avec le pouce aussi bien sur guitares à cordes classique ou nylon que sur guitares à cordes métalliques ou guitares électriques.

## Le fingerstyle en tant que technique
Parce que les notes ne sont pas frappées par tous les doigts en même temps mais plutôt par chacun des doigts de manière individuelle, le guitariste « fingerstyle » effectue plusieurs parties musicales à la fois. Une définition de la technique a été présentée par l’ « Association de Guitare Fingerstyle de Toronto (Canada)  » :
« Physiquement, le « fingerstyle » se réfère à l'utilisation de chacun des doigts de la main droite de manière indépendante afin de jouer les pièces multiples d'un arrangement musical qui devraient normalement être joué par plusieurs membres d’un orchestre ; la basse, l’accompagnement harmonique, la mélodie et les percussions peuvent tous être joués simultanément lors du jeu en Fingerstyle »

## Origines du « fingerstyle guitar »
Le mot étant issu de la langue anglaise il n'est pas étonnant de trouver les origines du fingerstyle guitar aux États-Unis d'Amérique. Les quarante dernières années ont vu une explosion du nombre de joueurs qui ont adopté ces techniques de jeu et ont atteint des niveaux impressionnants de virtuosité. La merveilleuse diversité et la vision éclectique des artistes qui ont joué et continuent de jouer en utilisant ces techniques font que le terme de «guitare fingerstyle» désigne aujourd'hui plutôt une façon de s'exprimer à travers divers genres musicaux qu'un style musical. La guitare fingerstyle intègre des éléments de ragtime, de gospel, de folk, de musiques folkloriques populaires traditionnelles, de country, de blues, de jazz, de musique classique, de rock, de pop, de celtique et de musique new age.

## Quelques grands noms[Interprétation personnelle?]du fingerstyle
- Andy McKee
- Don Ross
- Sungha Jung
- Tommy Emmanuel
- Gabriella Quevedo
- Kotaro Oshio
- Trace Bundy
- Jacques Stotzem
- Igor Presnyakov
- Richard Smith
- Mark Knopfler
- Estas Tonne
- John Butler Trio
- Chet Atkins
- Lindsey Buckingham
- Andrea Valeri
- Marcin Patrzałek
- Merle Travis
- Alexandr Misko